# Пик вечного света
Пик вечного света (фр. pics de lumière éternelle) — точка на поверхности какого-либо тела внутри Солнечной системы, всегда освещённая Солнцем, за исключением затмений Солнца другими небесными телами.

## Подробности
Впервые предположение о существовании таких точек высказал французский астроном Камиль Фламмарион в 1879 году. Он считал, что пики вечного света (фр. pics de lumiere eternelle) могут существовать на полюсах Луны.
Такие точки могут быть крайне полезны при исследовании и колонизации космоса благодаря, во-первых, тому, что приборы, работающие от энергии Солнца, смогут получать её независимо от времени суток, а во-вторых, перепад температур в таких точках относительно мал.
Основываясь на изображениях, полученных от космического аппарата «Клементина», учёные из Университета Джонса Хопкинса определили, что четыре точки на краю кратера Пири, находящегося вблизи северного полюса Луны, могут являться пиками вечного света. На менее гористом южном полюсе подобных точек не было обнаружено. Изображения были получены только для летнего сезона северного полюса Луны, и неизвестно, попадают ли эти точки в тень в зимний сезон.
Запущенный в 2003 году спутник Европейского космического агентства «Смарт-1» начал исследование лунных полюсов, чтобы точнее определить расположение пиков вечного света. Он будет наблюдать за полюсами и исследовать сезонное изменение их освещённости. Точки, которые окажутся пиками вечного света, могут в будущем стать местом посадки космических аппаратов для проведения ими длительных исследований.
Существуют предположения о наличии пиков вечного света на Северном и Южном полюсах Меркурия.